# Marziano Bernardi
Marziano Bernardi (Torino, 3 maggio 1897 – Torino, 22 agosto 1977) è stato un giornalista, saggista e scrittore italiano, fu una figura di primo piano della cultura e della critica artistica torinese e nazionale..

## Biografia
Nacque in una famiglia della borghesia torinese di fine ‘800; suo padre Carlo era professore e scrittore di romanzi e racconti, la madre Eva si intendeva di pittura e di arti figurative avendo frequentato lo studio del pittore Carlo Pollonera.. Nel 1917 si iscrisse alla facoltà di giurisprudenza dell’Università degli studi di Torino ma pochi mesi dopo abbandonò gli studi per partecipare, come tenente degli alpini, alla prima guerra mondiale. Durante il conflitto, venne gravemente ferito sul fronte dell’,Adamello.
 A guerra terminata, dopo il congedo si interessò di letteratura e scrisse saggi critici su Giacomo Leopardi e Gustave Flaubert. In quegli anni collaborò con la rivista letteraria "Europe" fondata nel 1923 da Romain Rolland. A sua volta, nel 1924 fonda insieme a Lorenzo Gigli la rivista torinese "Il Contemporaneo" e un anno dopo accetta, con Mario Gromo, la direzione del "Teatro di Torino", un palcoscenico per la cultura che durò dal 1925 al 1930, fondato da Riccardo Gualino, Guido Maria Gatti, Gigi Chessa con la consulenza di Lionello Venturi.

All'inizio degli anni trenta entrò a far parte della redazione del quotidiano "La Stampa" come critico d'arte e, da questo momento, la sua attività e il suo interesse si rivolsero costantemente verso l'arte figurativa. Collaborò con molte mostre tra le quali la retrospettiva di Antonio Fontanesi che fu allestita nel 1932 nel cinquantenario della morte dell’artista in occasione della quale Bernardi scrisse un acuto saggio introduttivo e, successivamente, per la vasta mostra di opere di Felice Casorati nel 1937.

Nel 1944 Lasciò "La Stampa" per motivi politici passando, per diversi anni alla "Gazzetta del Popolo" e vi rientrò negli anni del dopoguerra «...portando avanti il proprio discorso, la propria visione dell'arte, suscitando talvolta aperti dissensi, ma rimanendo sempre figura di primo piano della cultura e della critica artistica torinese e nazionale...»
Per i suoi articoli sul giornale torinese nel 1949 gli fu assegnato il premio Saint Vincent per il giornalismo nella sua seconda edizione.

Nel 1977 gli venne assegnato il premio giornalistico bandito in occasione delle celebrazioni del IV Centenario della morte di Tiziano Vecellio.

## Scritti
Saggi letterari
- •	 Due svizzeri nella vita di Giacomo Leopardi – Luigi de Sinner e Gian Pietro Vieussieux", in "Rassegna Italiana", Torino, fasc. aprile - maggio 1921.
- "L'éducation sentimentale di Gustave Flaubert", Roma, Edizioni S.P.E.R., 1923.

Saggi Vari
- "L'anima del Reno - la Renania", in "Rassegna Italiana", fascicolo 43, Torino, 1923.
- Piemonte eroico: da Verona a l'Assietta, Torino, L. Rottero, 1940.
- Un po' di Piemonte, Torino, S.E.I., 1954.

Saggi d'arte
- Antonio Fontanesi, Torino, L. Rottero, 1932.
- Tesori d'arte antica in Piemonte, Cinisello Balsamo, P. Pizzi, 1962.